# Markus Kneip
Markus Kneip (1956. -) je generalbojnik njemačke kopnene vojske. Poznat je po tome što je do 2008. zapovijedavao 1. oklopnom divizijom. Od 24. veljače 2011. se nalazi na mjestu regionalnog komandanta ISAF-a u Afganistanu.
28. svibnja 2011. je u doba sastanka s regionalnim zapovjednikom afganistanske policije, ranjen u napadu talibanskog bombaša-samoubojice prilikom koga je ubijeno nekoliko ljudi, uključujući tri njemačka vojnika.

## Vanjske poveznice
- Životopis, njem.